# Anthaxia jordanensis
Anthaxia jordanensis es una especie de escarabajo del género Anthaxia, familia Buprestidae. Fue descrita científicamente por Bílý en 1984.